# Afrobeats
 Afrobeats é um termo genérico para a música pop contemporânea feita na África Ocidentale diáspora que se desenvolveram inicialmente na Nigéria, Gana e Reino Unido nos anos 2000 e 2010. Gêneros como hiplife, música jùjú, highlife e naija beats, entre outros, costumam ser agrupados sob o rótulo 'afrobeats'. Afrobeats é produzido principalmente entre Lagos, Acra e Londres. Paul Gilroy, do The Black Atlantic, reflete sobre o cenário musical de Londres como resultado de mudanças demográficas:
"Estamos caminhando para uma maioria africana que é diversificada, tanto em seus hábitos culturais quanto em sua relação com a governança colonial e pós-colonial, de modo que a mudança do domínio do Caribe precisa ser colocada nesse cenário. A maioria das pessoas sujas são crianças africanas, filhos de migrantes. Não está claro o que a África pode significar para eles".
Afrobeats (com o s) é comumente confundido com e referido como Afrobeat (sem o s), no entanto, estes são dois sons distintos e diferentes e não são o mesmo. Afrobeat é um gênero que se desenvolveu nas décadas de 1960 e 1970, tendo influências da música Fuji e Highlife, misturado com o Jazz e Funk americanos. As características do afrobeat incluem uma sonoridade big band, solos instrumentais longos e ritmos jazzísticos complexos. O nome foi cunhado pelo pioneiro do afrobeat, o nigeriano Fela Kuti. Fela Kuti e seu parceiro de longa data, o baterista Tony Allen, são creditados por lançar as bases para o que se tornaria um afrobeats.
Isso contrasta com os afrobeats, pioneiros nos anos 2000 e 2010. Enquanto o afrobeats assume influências do afrobeat, é uma fusão diversificada de vários gêneros diferentes, como house music britânica, hiplife, hip hop, dancehall, soca, música Juju, highlife, R&B, Ndombolo, Naija beats, Azonto e música Palm-wine. Ao contrário do afrobeat, que é um gênero claramente definido, afrobeats é mais um termo abrangente para a música pop contemporânea da África Ocidental. O termo foi criado para agrupar esses vários sons em um rótulo mais facilmente acessível, que não eram familiares aos ouvintes do Reino Unido onde o termo foi cunhado pela primeira vez.
O afrobeats é mais identificável por seus ritmos de batida de bateria, sejam eles eletrônicos ou instrumentais. Essas batidas se assemelham aos estilos de uma variedade de batidas africanas tradicionais na África Ocidental, bem como ao gênero precursor afrobeat. A batida na música afrobeats não é apenas uma base para a melodia, mas atua como um "personagem principal" da música, assumindo um papel principal que às vezes é equivalente e é de maior importância do que a letra e quase sempre mais central do que os outros instrumentais. O afrobeats compartilha um momento e ritmo semelhantes ao da house music. Outra distinção dentro do afrobeats é o inglês acentuado da África Ocidental, especificamente nigeriano ou ganês, que muitas vezes é misturado com gírias locais, bem como idiomas locais da Nigéria ou do Gana, dependendo da formação dos artistas.

## Nome
O DJ Abrantee, de Londres, foi creditado pelo The Guardian por cunhar o termo "Afrobeats", embora Abrantee tenha esclarecido que não criou o gênero. Sobre o termo, DJ Abrantee declarou:
Não posso dizer que inventei o afrobeats. Afrobeats foi inventado antes de eu nascer. Foi inventado por Fela Kuti. Mas o que você precisa se lembrar é que o gênero de artistas que agora produzem — artistas como WizKid, Ice Prince, P-Square, Castro, May7ven — está chamando sua música de afrobeats. É assim que eu chamo quando as coloco em minhas fitas de mixagem.
Afrobeats é pouco parecido com o afrobeat, e é mais um termo abrangente para o som contemporâneo da música pop africana e para os influenciados por ela. O DJ 3K criticou o rótulo por ser uma categoria de marketing contemporânea. Segundo David Drake, o gênero eclético "reimagina influências diaspóricas e — mais frequentemente do que não — as reinventa completamente". No entanto, há cautela contra equiparar o afrobeats à música pan-africana contemporânea, a fim de impedir o apagamento das contribuições musicais locais. Alguns artistas se distanciaram do termo 'afrobeats' devido à semelhança evidente que ele tem com 'afrobeat', mesmo que sejam sons diferentes.
Afrobeats também é conhecido como Afro-pop e Afro-fusion. Don Jazzy afirmou que prefere "afro-pop" ao invés de afrobeats. Wizkid, Burna Boy e Davido usam afro-fusion ou afro-pop para descrever sua música. Eazi também se refere à sua música como 'Banku Music' para denotar a influência que o Gana teve sobre sua música (Banku é um prato ganense).
Yeni Kuti, filha de Fela Kuti, expressou aversão ao nome 'afrobeats' e preferiu que as pessoas o referissem como "Nigerian Pop", "Naija Afropop" ou "Nigerian Afropop". A crítica musical Osagie Alonge criticou a pluralização de 'afrobeat'. Sam Onyemelukwe, do Trace Nigeria, um programa de televisão, disse que ele gostava de 'afrobeats', observando que ele reconhece a base estabelecida pelo afrobeat e também reconhece que é um som diferente e único. O artista nigeriano Burna Boy afirmou que não quer que sua música seja conhecida como afrobeats. No entanto, a maioria desses apelidos, incluindo afrobeats, foi criticada por usar o prefixo 'afro', apresentando a África como uma entidade monolítica, em vez de uma com diversas culturas e sons.

## Portugal
Em Portugal, o surgimento do afrobeats ou afrotrap tem sido rápido desde o sucesso na França. A maioria dos artistas de afrobeats também são vocalistas de hip hop, trap e pop urbano. Os nomes que podem ser mencionados são Aragão, Deejay Telio, Jimmy P, Julinho Ksd, Nenny, Plutónio, Preto Show, Richie Campbell e Supa Squad.

## História

### Início
Os estilos de música que compõem o afrobeats começaram em grande parte em meados dos anos 2000. Com o lançamento da MTV Base Africa, os artistas da África Ocidental puderam se conceder uma grande plataforma. Artistas como MI Abaga, Naeto C e Sarkodie foram os primeiros a tirar proveito disso, no entanto, a maioria dos artistas estava apenas fazendo interpretações de hip hop e R&B. A P-Square lançou seu álbum Game Over em 2007, que era único pelo uso de melodias e ritmos nigerianos. Enquanto isso, artistas como Flavor N'abania conseguiram encontrar o sucesso adotando gêneros mais antigos, como o highlife, e remixando-o para algo mais moderno, como pode ser visto em sua música "Nwa Baby (Ashawo Remix)". Em 2011, artistas dentro do cenário musical estavam começando a se tornar estrelas em todo o continente. A P-Square lançou "Chop My Money (Remix)" ao lado do popular artista senegalês-americano Akon em 2011.
No entanto, não foi até "Oliver Twist", lançado pelo artista nigeriano D'banj no verão de 2011, que o afrobeats teve sucesso internacional. Ele ficou entre os dez primeiros na UK Singles Chart em 2012 (tornando-o o primeiro artista afrobeats a chegar ao top 10 no Reino Unido), e o número 2 no UK R&B Chart do Reino Unido. Mais tarde, Eazi creditou a D'banj em uma entrevista ao Sway In The Morning em 2019 por ajudar os nigerianos a abraçar suas músicas e sotaques, em vez de olhar para o exterior e tentar imitar músicas e sotaques americanos.
DJs britânicos como DJ Edu, com seu programa Destination Africa na BBC Radio 1Xtra, e DJ Abrantee, com seu programa na Choice FM, foram os primeiros a adotar o som e ajudaram a conceder-lhe uma plataforma no país. O DJ Abrantee foi creditado por cunhar o nome "afrobeats". DJs e produtores como DJ Black, Elom Adablah e C-Real, também foram cruciais na divulgação de afrobeats, geralmente dando às músicas uma explosão de popularidade depois de serem exibidas em seus shows.